# Granulocitosi
S'entén per granulocitosi l'elevació de la xifra de granulòcits en sang perifèrica, en absència d'infecció o leucèmia, pot presentar aïllada o associada a monocitosi. És molt freqüent en les neoplàsies, especialment en la malaltia de Hodgkin, en limfomes i en tumors sòlids, com ara carcinomes gàstrics, de pulmó, pancreàtic, cerebral i melanoma maligne. La granulocitosi és secundària a la producció de factors de creixement per part del tumor, entre els quals destaquen el factor estimulador de colònies granulocíticques i monocítiques. El diagnòstic diferencial s'ha de fer amb la leucèmia mieloide crònica, que cursa més amb trombocitosi, basofília, fosfatasa alcalina leucocitària baixa, esplegomegàlia i en la qual el cromosoma Filadèlfia és positiu.